# Munna concavifrons
Munna concavifrons là một loài chân đều trong họ Munnidae. Loài này được Barnard miêu tả khoa học năm 1920.